# Nobody Wants to Be Sixteen
Nobody Wants to Be Sixteen är ett musikalbum från 1970 av den svenska rockgruppen Contact.

Inspelningen skedde i Music Networks studio, Vaxholm, i juli 1970. Producent Kim Fowley, inspelning och mixning Sverre Sundman. Skivnumret är MNWL-3P.
Detta debutalbum var avsett för en internationell lansering, vilken aldrig genomfördes, och skiljer sig markant från den folkrock med vilken bandet nådde betydande framgångar. I foldern som bifogades CD-upplagan av albumet "Hon kom över mon" (1989) betecknas debutalbumet som "en ganska underlig hybrid", som också är orepresenterad i samlingen "Samma vindar, samma dofter 1968-2004".

## Låtlista

### Sida 1
1. Whats That (Steerling-Fowley)
2. Wounds (Ström)
3. Visions of Apple (Steerling)
4. Sounds of Wind (Steerling-Fowley)
5. Velvet Blue Saloon (Ström)

### Sida 2
1. How Was Your Summer (Fowley)
2. One of Those (Ström)
3. Conquest of a Red Rose (Steerling)
4. Nobody Wants to Be Sixteen (Ström)
5. Misjudgement (Steerling)
6. She Is Impossible to See (Steerling)

## Medverkande musiker
- Lorne de Wolfe
- Björn Holmsten
- Tomas Larsson
- Leif Reinholds
- Ted Steerling
- Ted Ström